# George Willis (Politiker)
Eustace George Willis (* 7. März 1903; † 2. März 1987) war ein britischer Politiker.

## Leben
Willis wurde 1903 geboren. Er besuchte die City of Norwich School im englischen Norwich und schloss sich anschließend der Royal Navy an. Nach seiner Militärzeit zwischen 1919 und 1930 war Willis als Buchhändler sowie bis 1964 als Dozent an den National Council of Labour Colleges tätig.

## Politischer Werdegang
Bei den Unterhauswahlen 1945, den ersten Nachkriegswahlen, kandidierte Willis für die Labour Party im Wahlkreis Edinburgh North. Er gewann das Mandat knapp gegen seinen Kontrahenten Sir Alexander Erskine-Hill, 1. Baronet, von der Unionist Party, welcher das Mandat seit den vorangegangenen Wahlen 1935 hielt. In der Folge zog Willis erstmals in das britische Unterhaus ein. Bei den folgenden Unterhauswahlen 1950 unterlag er dem Unionisten James Latham Clyde deutlich und schied aus dem Unterhaus aus. Bei den Wahlen 1951 gelang es Willis nicht, das Mandat zurückzugewinnen. Bis zur Auflösung des Wahlkreises im Zuge der Reform 1983 sollte Willis der einzige Labor-Abgeordnete von Edinburgh North bleiben.
Um seinen Verpflichtungen als Richter nachzukommen, gab John Wheatley, welcher das Mandat des Nachbarwahlkreises Edinburgh East seit 1947 innehatte, dieses 1954 zurück. Zu den erforderlichen Nachwahlen im Wahlkreis trat Willis als Nachfolger von Wheatley für die Labour Party an. Mit einem Stimmenanteil von 57,6 % setzt er sich gegen den unionistischen Herausforderer durch und erhielt erneut einen Sitz im House of Commons. Diesen verteidigte Willis bei den folgenden Unterhauswahlen 1959, 1964 und 1966. Zu den Unterhauswahlen 1970 trat Willis nicht mehr an. Das Mandat gewann sein Parteikollege Gavin Strang.
Zwischen 1954 und 1955 war Willis Vorstand der Scottish Labour Party. Außerdem hielt er zwischen Oktober 1964 und Januar 1967 einen juniorministeriellen Posten im Schottlandministerium.